# Dżanwislu
Dżanwislu (pers. جانويسلو) – wieś w Iranie, w ostanie Azerbejdżan Zachodni. W 2006 roku miejscowość liczyła 408 mieszkańców w 109 rodzinach.